# Liepaja evangelisk-lutherska stift

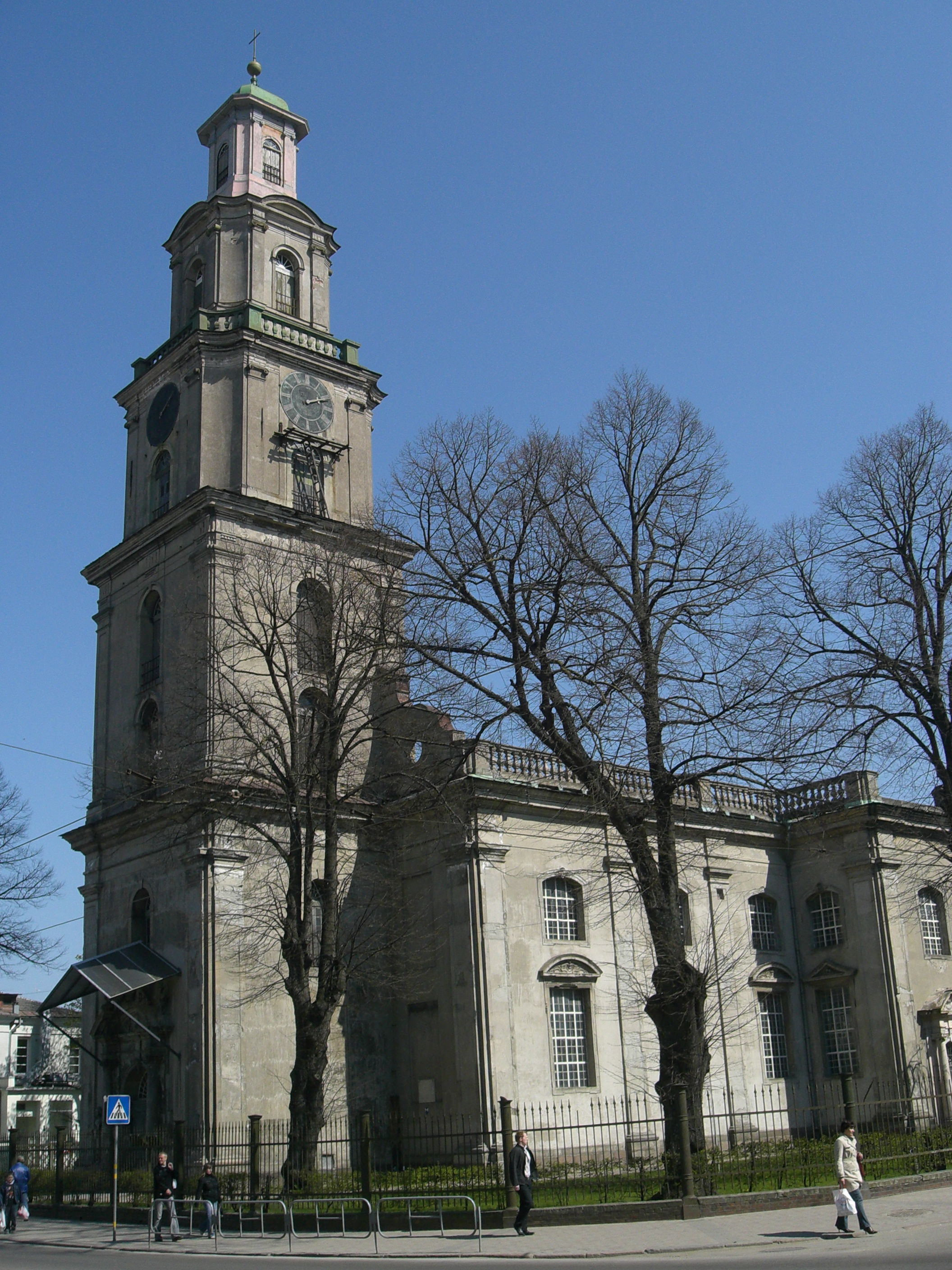
Heliga Treenighetskyrkan i Liepaja

Liepaja stift är ett stift inom Lettlands evangelisk-lutherska kyrka, inrättat 2007 med Paul Brūvers som dess förste biskop. Domkyrka är Heliga Treenighetskyrkan, Liepaja i Liepāja. 
Stiftet har 127 kyrkor i Kurland och Semgallen. Dessa står under översikt av sex dekaner (motsvarar ungefär kontraktsprostar inom Svenska kyrkan). De är stationerade i Bauska, Grobina, Jelgava, Kandava, Kuldīga och Piltene.
Den 6 augusti 2016 vigdes svensken Hans Jönsson till biskop för stiftet i Riga domkyrka.